# Плюмбум, или Опасная игра
«Плюмбум, или Опасная игра» — советская мелодрама 1986 года режиссёра Вадима Абдрашитова по сценарию Александра Миндадзе. Снят Третьим творческим объединением киностудии «Мосфильм». В широкий прокат картина вышла 19 января 1987 года. Телевизионная премьера фильма состоялась 17 декабря 1988 года по Первой программе ЦТ.
В сентябре 1987 года фильм удостоился золотой медали сената итальянского парламента на 44-м Венецианском кинофестивале. В мае 1988 года был назван «одним из лучших фильмов 1987 года» читателями журнала «Советский экран». По данным журнала  «Плюмбум, или Опасная игра» стал одним из лидеров по кассовым сборам среди советских полнометражных фильмов, выпущенных в первом квартале 1987 года: за 12 месяцев проката фильм посмотрело 17,6 миллионов зрителей. 17 декабря 1988 года был номинирован на премию «Ника» за лучший игровой фильм и за лучшую сценарную работу.
По словам режиссёра, этим фильмом они хотели показать, что игра с властью над людьми является опасной для общества: нельзя к власти подпускать человека безнравственного и духовно неразвитого. Герой картины не чувствует своей боли, следовательно, и боли других, а, входя во вкус опасной игры и упиваясь властью, к концу фильма он превращается в «нравственного уродца» и «духовного инвалида», вызывающего жалость. Финальная сцена показывает, что в такого рода опасных играх всегда гибнут невинные жертвы…

## Сюжет
Зимним вечером члены добровольного отряда по охране общественного порядка вторгаются на дачу, где находится компания воров и картёжников. Войти в доверие преступников и разоблачить их удалось пятнадцатилетнему молодому человеку Руслану Чутко́ по прозвищу «Плюмбум» (лат. plumbum — свинец). Вскоре после этого Плюмбум помог поймать в ресторане «Якорь» их сообщника, рецидивиста по кличке «Ткач». Паренёк желает вступить в оперотряд, где его не воспринимают всерьёз из-за юного возраста. Дома Руслан обыкновенный сын, который вместе с родителями поёт песни Булата Окуджавы. Его одноклассница Соня, влюблённая в него, знает, что парень ведёт двойную жизнь.
Подружившись с одним проходимцем, подрабатывающим на вокзале носильщиком, Плюмбум внедрился в банду бродяг «Невидимки», после чего передал их месторасположение начальнику опергруппы Роману Ивановичу («Седой»). С помощью шантажа Руслан вытягивает у бармена информацию о банде фарцовщиков, торгующих майками собственного производства. Бармен также сообщил о появлении на вещевом рынке в Каменске магнитофона-кассетника, который у Руслана украл уличный грабитель, когда он сидел на скамейке.
Однажды вместе с сотрудником опергруппы Василием Лопатовым он выследил банду контрабандистов, привозящих на овощебазу ящики с гнилыми фруктами. Чтобы войти в контакт, Плюмбум бросается под машину с преступниками, благодаря чему попадает к ним в дом. Возлюбленная одного из членов банды, девушка Мария, проявляет к нему сочувствие, и при откровенном разговоре выдаёт информацию о том, что её суженый разорвал отношения с бандой и вместе с ценными бумагами уехал в Симферополь. Чтобы оградить любимого от преследований, Мария вынуждена выполнять всяческие прихоти Плюмбума и даже позволяет близость. Руслан просит манекенщицу Марию передать ему бумаги, после чего он оставит их в покое, а сам в это время докладывает обо всём сотрудникам опергруппы.
В очередном рейде по поимке рыбаков−браконьеров Руслан задержал своего отца и без всякого смущения составил протокол о задержании. Во время погони Плюмбум произносит рифмованные глаголы второго спряжения: «Гнать, держать, вертеть, обидеть, видеть, слышать, ненавидеть и зависеть и терпеть, да ещё дышать, смотреть». Провожая Марию с её ребёнком на поезд, Плюмбум приходит к выводу, что её возлюбленного посадили в тюрьму. Он кричит вслед уходящему поезду, что это не он виноват в произошедшем. От начальника опергруппы он узнаёт о том, что всю банду задержали благодаря его информации. 
С помощью Сони Плюмбум находит своего давнего врага — грабителя, который когда-то отнял у него магнитофон-кассетник. Обидчик пытается убежать по крышам, а Плюмбум его преследует. Соня бросается за ними и срывается с крыши…

## В ролях
| Актёр               | Роль                                    |
| ------------------- | --------------------------------------- |
| Антон Андросов      | Руслан Чутко (Плюмбум)                  |
| Елена Дмитриева     | Соня Орехова                            |
| Елена Яковлева      | Мария (озвучивает Анна Каменкова)       |
| Зоя Лирова          | Зоя Петровна Чутко (урожд. Костина)     |
| Александр Феклистов | Роман Иванович (Седой)                  |
| Владимир Стеклов    | Василий Лопатов                         |
| Александр Пашутин   | Виктор Сергеевич Чутко                  |
| Алексей Зайцев      | Коля−Олег (озвучивает Алексей Жарков)   |
| Лариса Шинова       | Ткачиха                                 |
| Сергей Серов        | Панов                                   |
| Геннадий Фролов     | Банан                                   |
| Вячеслав Баранов    | хулиган                                 |
| Владимир Стержаков  | бармен                                  |
| Алексей Михайлов    | Тарик жених Марии                       |
| Владимир Сизов      |                                         |
| Александр Жарков    | Ткач                                    |
| Лев Бутенин         | водитель «Волги»                        |
| Алексей Гуськов     | школьный учитель                        |
| Никита Прозоровский | дружинник (озвучивает Алексей Иващенко) |
| Александр Вилков    | член банды                              |
| Пётр Зайченко       | дружинник                               |

## Съёмочная группа
- Автор сценария: Александр Миндадзе[1]
- Режиссёр-постановщик: Вадим Абдрашитов
- Оператор−постановщик: Георгий Рерберг
- Художник−постановщик: Александр Толкачёв
- Композитор: Владимир Дашкевич
- Звукооператор: Ян Потоцкий
- Государственный симфонический оркестр кинематографии СССР, дирижёр: Эмин Хачатурян

## Съёмки фильма
По словам режиссёра Вадима Абдрашитова, замысел фильма возник благодаря статье в «Московском комсомольце» о молодом человеке пятнадцати лет, который был дружинником и злоупотреблял властью. После прочтения статьи Абдрашитов долго говорил на эту тему со сценаристом Александром Миндадзе, после чего началась работа над сценарием. Главного героя стали искать через объявления, размещённые в газетах, на радио и телевидении.
Актёра на главную роль выбирали из шести тысяч кандидатов. Девятиклассник из Москвы Антон Андросов был в числе первых, его взяли на заметку, но продолжили поиски, а позже вернулись к нему. 
Натурные съёмки велись в Минске: эпизод на железнодорожном вокзале, где Плюмбум встречает отца, а затем гонится за бездомным.
Фильм снимался в Калинине (ныне — Тверь), Минске и Москве. Часть съёмок в Минске проводилась после аварии на Чернобыльской АЭС.
Сценарий «Плюмбум» был напечатан в пятом номере журнала «Искусство кино» в 1986 году.

## Критика
В 1987 году в февральском номере журнала «Советский экран» кинокритик Алла Гербер назвала Плюмбума «героем, преисполненным ненависти к тем, кто, по его словам, „разворовал всю страну“», который дал себе клятву «бороться с этой нечистью», в результате чего «предлагает свои услуги старшим дружинникам». Другой критик Сергей Шумаков заметил, что Плюмбум постоянно говорит, что ему 40 лет для того, чтобы выстроить «смысловой мостик к старшим персонажам картины», которых объединяет двоемыслие (разрыв между словами и поступками), и попытаться любыми способами воссоединить слово и дело, играя в опасную игру.
В 1987 году в февральском номере журнала «Спутник кинозрителя» кинокритик Мирон Черненко подчеркнул, что подзаголовок фильма «Опасная игра» говорит о том, «сколь опасна безответственная и безнравственная игра в справедливость». По мнению критика, авторы фильма выстраивают драматургию своей ленты из вопросов, которые они задают самим себе, героям картины, зрителям и самой жизни.
В 1987 году в мартовском номере журнала «Искусство кино» кинокритик Лев Аннинский заметил, что фильм объясняет нам изъяны воспитания: Руслан вырос таким опасно-невменяемым, потому что «семья не дала ему настоящей душевности». Парень играет в опасную игру, за которую расплачивается влюблённая в него одноклассница.

## Награды и номинации
- В сентябре 1987 года фильм удостоился золотой медали сената итальянского парламента «За социальный прогресс и гуманизм» на 44-м Венецианском кинофестивале[1].
- В мае 1988 года был назван «одним из лучших фильмом 1987 года» читателями журнала «Советский экран», заняв 8 место в списке лауреатов конкурса[3].
- 17 декабря 1988 года был номинирован на премию «Ника» за лучший игровой фильм (режиссёр Вадим Абдрашитов) и за лучшую сценарную работу (сценарист Александр Миндадзе)[5].
- По данным журнала «Советский экран», «Плюмбум, или Опасная игра» стал одним из лидеров по кассовым сборам среди советских полнометражных фильмов, выпущенных в первом квартале 1987 года: за 12 месяцев проката фильм посмотрело 17,6 миллионов зрителей[4].